# The Man Who Changed His Mind
Omul care și-a schimbat mintea (titlu original: The Man Who Changed His Mind) este un film SF de groază britanic   din 1936 regizat de Robert Stevenson. În rolurile principale joacă actorii Boris Karloff, Anna Lee. Filmul mai este cunoscut ca The Brainsnatcher ori The Man Who Lived Again.

## Prezentare
Dr. Laurience, cândva venerabil om de știință, în ultimii săi ani a început să studieze sufletul și mintea omului într-un conac retras. El este ajutat de asistenta Clare și de persoana cu dizabilități Clayton. Comunitatea științifică nu acceptă munca acestui om de știință și astfel începe să-și folosească cercetările pentru interese egoiste personale. El transferă conștiința unui Clayton șchiop în corpul Lordului Haslwood, care este bogat și sănătos. Mai departe, lucrurile merg mult mai bine, nu mai există probleme de finanțare, iar Laurience decide că este momentul să o seducă pe Claire. Pentru a face acest lucru, vrea să-și transfere conștiința în trupul tânărului Dick Haslwood, fiul Lordului, dar nu își poate ascunde nevoia uriașă de nicotină: la urma urmei, tânărul nu fumează.
Situația se complică astfel încât Laurience îl ucide pe Clayton, prins în corpul Lordului, iar pedeapsa cu moartea îl amenință pe fiul său, Dick, care se află acum în corpul lui Laurience.
După ce au aflat adevărul, Clare și prietenul său, Dr. Gratton, readuc mintea lui Laurience în corpul său real, dar Dick în corpul medicului s-a aruncat pe fereastră, iar dr. Lorenz Laurience în curând în corpul său, dându-și seama că nu se mai poate juca cu schimbatul sufletelor oamenilor.

## Distribuție
- Boris Karloff - Dr. Laurience
- Anna Lee - Dr. Clare Wyatt
- John Loder - Dick Haslewood
- Frank Cellier - Lord Haslewood
- Donald Calthrop - Clayton
- Cecil Parker - Dr. Gratton
- Lyn Harding - Prof. Holloway